# Bundesgesundheitsamt
Das Bundesgesundheitsamt (BGA) wurde 1952 als Nachfolgeorganisation des Reichsgesundheitsamts gegründet und war als Bundesoberbehörde die zentrale staatliche Forschungseinrichtung der Bundesrepublik Deutschland auf dem Gebiet der öffentlichen Gesundheit mit Sitz in Berlin. Es hatte den Auftrag, Risiken für die Gesundheit von Mensch und Tier früh zu erkennen, diese zu bewerten und im Rahmen seiner gesetzlichen Kompetenzen einzudämmen.

## Aufbauorganisation
Das Amt war in eine Zentralabteilung und sieben, später sechs, wissenschaftliche Institute gegliedert:
- Institut für Arzneimittel (Arzneimittelzulassungen und -registrierungen, Erforschung von Arzneimittelwirkungen), Leiter: Bernhard Schnieders
- Institut für Sozialmedizin und Epidemiologie (Entwicklung und Anwendung von Methoden der Gesundheitsstatistik), Leiter: Hans Hoffmeister
- Institut für Strahlenhygiene (Forschung über die Wirkung von Radioaktivität auf Mensch und Umwelt, vor Auflösung des Bundesgesundheitsamts in das Bundesamt für Strahlenschutz überführt)
- Institut für Wasser-, Boden- und Lufthygiene (wissenschaftliche und gesetzvorbereitende Arbeiten beim Wasser- und Bodenschutz (Bodenkontamination), Abwasser, der Luftreinhaltung und Luftverschmutzung und für bestimmte Verbraucherprodukte)
- Max von Pettenkofer-Institut (Verbraucherschutz, Zulassung von Pflanzenschutzmitteln, Bewertungsstelle nach dem Chemikaliengesetz)
- Robert-Koch-Institut (Infektionskrankheiten und Gentechnik)
- Robert-von-Ostertag-Institut, Institut für Veterinärmedizin (Hygiene tierischer Lebensmittel, Tierkrankheiten und Rückstandsforschung)

## Geschichte

### Gründung
Der Bundestag beschloss das Gesetz über die Errichtung eines Bundesgesundheitsamts am 6. Dezember 1951. Es trat am 13. März 1952 in Kraft.

### Präsidenten des Bundesgesundheitsamtes
- 1952–1953: Franz Klose
- 1953–1956: Franz Redeker
- 1956–1958: Wilhelm Hagen
- 1958–1964: Walther Liese
- 1964–1969: Josef Daniels
- 1969–1974: Georg Henneberg
- 1974–1980: Georges Fülgraff
- 1981–1984: Karl Überla
- 1985–1993: Dieter Großklaus

### Akten über NS-Menschenversuche
1983 forderte das Bundesarchiv erfolglos das BGA auf, die Akten über Menschenversuche im Dritten Reich herauszugeben. Da besonders Sinti und Roma von diesen betroffen waren, besetzten schließlich am 18. März 1987 Mitglieder des Zentralrats der Sinti und Roma das Max von Pettenkofer-Institut, um die Herausgabe der Akten zu erzwingen. Der seit 1985 amtierende Präsident des Bundesgesundheitsamtes Dieter Großklaus ließ daraufhin die gesamten NS-Akten an das Bundesarchiv in Koblenz aushändigen. Die Übergabe erfolgte am 10. Juni 1987. Die Akten lieferten aber nur geringen Aufschluss über die Verfolgung der Sinti und Roma.

### Auflösung und Neuordnung
Das Kabinett Kohl IV löste es schließlich am 30. Juni 1994 nach fast 600 Toten infolge HIV-verseuchter Blutpräparate auf. Vorangegangen waren nicht erfolgte Warnungen vor gesundheitsschädlichen Holzschutzmitteln. Seine Aufgaben gingen auf drei Nachfolgeinstitute über.
Inzwischen wurde bekannt, dass derselbe Skandal damals auch in Großbritannien verursacht wurde.
18 Jahre nach Auflösung des Bundesgesundheitsamtes legte dessen letzter Präsident Dieter Großklaus im Jahr 2012 einen umfassenden Bericht vor, in dem er zur Geschichte des BGA, seiner Organisation, der Zusammenarbeit seiner Institute, dem Auflösungsprozess und dessen Folgen sowie den Nachfolgeinstituten Stellung nahm. Der Bericht wurde durch die Ärztekammer Berlin auf ihrer Website veröffentlicht, um – so die Ärztekammer – „für die Medizinhistoriker, vor allem aber bei künftigen Diskussionen von Zuständigkeiten und ggf. bei Reorganisationen im gesundheitlichen Verbraucherschutz auf Bundesebene hilfreich“ zu sein.
Aus der Auflösung des Bundesgesundheitsamts 1994 gingen drei eigenständige Einrichtungen hervor, die dem Bundesministerium für Gesundheit unterstellt wurden:
- Bundesinstitut für Arzneimittel und Medizinprodukte (BfArM, aus dem Institut für Arzneimittel)
- Robert Koch-Institut (RKI, aus dem Robert-Koch-Institut und dem Institut für Sozialmedizin und Epidemiologie)
- Bundesinstitut für gesundheitlichen Verbraucherschutz und Veterinärmedizin (BgVV, aus dem Max-von-Pettenkofer-Institut und dem Robert-von-Ostertag-Institut)

Das Institut für Wasser-, Boden- und Lufthygiene wurde dem Umweltbundesamt eingegliedert.
Das Institut für Strahlenhygiene war zum Zeitpunkt der Auflösung nicht mehr Teil des Bundesgesundheitsamtes.
Das Bundesinstitut für gesundheitlichen Verbraucherschutz und Veterinärmedizin wurde 2002 aufgelöst und ging zum großen Teil in das Bundesinstitut für Risikobewertung (BfR) und zum kleineren Teil in das Bundesamt für Verbraucherschutz und Lebensmittelsicherheit (BVL) ein. Der Institutsteil Jena ging in das Friedrich-Loeffler-Institut, Bundesforschungsinstitut für Tiergesundheit (FLI), über.